# Лизардо Родригез
Лизардо Родригез Не (рођен 30. августа 1910, непознат датум смрти) био је перуански фудбалер који је играо за Перу на ФИФА-ином светском првенству 1930. Играо је и за Спорт Прогресо.